# Skrivalica
Skrivalica je otočić na sjevernoj strani prolaza Zapuntel, između Ista i Molata. Od Ista je udaljen oko 90 metara.
Površina otoka je 1441 m2, a visina 2 metra.